# Saint-Étienne-du-Rouvray
Saint-Étienne-du-Rouvray là một xã thuộc tỉnh Seine-Maritime trong vùng Normandie miền bắc nước Pháp.

### Huy hiệu
| Arms of Saint-Étienne-du-Rouvray | The arms of Saint-Étienne-du-Rouvray are blazoned: Gules, 2 leopards respectant Or, armed and langued azure, issuant from the sides of the field, and maintaining a toothed wheel, in base 3 barrulets wavy argent, and on a chief azure a crozier head Or between 2 sessile oaks argent, all issuant from the line of division. (Quercus petraea) |

## Dân số
| Năm | 1962   | 1968   | 1975   | 1982   | 1990   | 1999   | 2006   |
| --- | ------ | ------ | ------ | ------ | ------ | ------ | ------ |
| Dân số | 25,833 | 34,713 | 37,242 | 32,444 | 30,731 | 29,092 | 28,258 |
| From the year 1962 on: No double counting—residents of multiple communes (e.g. students and military personnel) are counted only once. |        |        |        |        |        |        |        |

## Thành phố kết nghĩa
- Nordenham (Đức)
- Nova Kakhovka (Ukraine)
- Felling, Tyne and Wear (UK).